# Fritz Kuhn

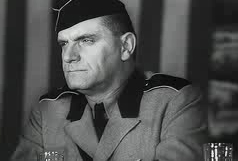
Kuhn em 1938

Nascido na Alemanha, ele era filho de Georg Kuhn e Julia Justyna Beuth. Durante a I Guerra Mundial, Kuhn ganhou uma Cruz de Ferro como um tenente de infantaria alemão. Após a guerra, ele se formou na Universidade de Munique, com um mestrado em engenharia química. Na década de 1920, Kuhn foi para o México. Em 1928, mudou-se para os Estados Unidos e, em 1934 ele se tornou um cidadão naturalizado dos Estados Unidos.

## Carreira política
Em 19 de março de 1936, Kuhn foi nomeado o líder do Bund, Partido Nazista Americano. Uma de suas primeiras tarefas foi a planejar uma viagem para a Alemanha com 50 de seus seguidores americanos. O objectivo era estar na presença de Hitler e de ver em pessoa nazismo funcionando.
Neste momento, a Alemanha estava se preparando para sediar os Jogos Olímpicos de 1936. Kuhn previa uma recepção calorosa de Hitler, mas o encontro foi uma decepção. Isso não impediu a elaboração de Kuhn de mais propaganda para seus seguidores, desta vez Kuhn voltou aos Estados dizendo sobre como Hitler reconheceu-o como o "American Führer".
Conforme sua popularidade cresceu, fez assim a tensão contra ele. Não só judeus-americanos, mas também o alemão-americanos que não querem ser automaticamente associados com os nazistas, protestaram contra o Bund. Estes protestos foram por vezes violento, fazendo do Bund notícia de primeira página na América. Em resposta à indignação de veteranos de guerra judaicos, o Congresso aprovou lei que exige aos agentes de entidades estrangeiras para registrar com o Departamento de Estado em 1938.
Essa atenção negativa para os nazistas norte-americano não era o que queria Hitler, que desejava que o Partido Nazista na América fosse forte, mas camuflado. Para que seu plano de tomar a Europa funcionasse, Hitler sabia que precisava de os Estados Unidos deveriam permanecer neutros durante a guerra. Qualquer ressentimento norte-americano para com o Partido Nazista era muito perigoso. Por outro lado, Fritz Kuhn estava apenas querendo chamar mais atenção da mídia.
20 de Fevereiro de 1939, Kuhn realiza o maior e mais divulgado comício na história do Bund, no Madison Square Garden. Vinte mil pessoas assistiram a um desfile e um discurso nazista por Fritz Kuhn. Durante seu discurso, um manifestante invadiu o palco foi espancado e teve suas calças tiradas isso tudo em frente á uma fileira de crianças sendo registrado á alegria de uma delas com a violência perpretada não fosse á policia teria sido espancado até á morte .
Em 1939, visando paralisar o Bund, o prefeito de Nova York Fiorello La Guardia fez a cidade investigar os impostos do Bund. E considerou que Kuhn havia desviado mais de 14.000 dólares a partir do Bund, gastando parte desse dinheiro com uma amante. O Promotor público Thomas E. Dewey emitiu uma acusação e ganhou uma condenação contra Kuhn. Apesar de sua condenação penal por peculato, os seguidores do Bund continuaram a tê-lo em alta, em linha com os preceitos clássicos de Führerprinzip comum a todos os nazistas. Durante a II Guerra Mundial, Kuhn foi preso como um agente do inimigo, e mantido pelo governo federal em um campo de internamento em Crystal City, Texas. Em 1945, ele foi liberado, enviado a Ellis Island, e deportado para a Alemanha.

## Morte
Faleceu em 14 de dezembro de 1951, em Munique, Alemanha. Ele estava trabalhando como um obscuro químico.